# اخبار ۲۰:۳۰
اخبار بیست و سی در ساعت ۲۰:۳۰ (اخبار بیست و سی) یک برنامه خبری است که از تاریخ ۴ مهر سال ۱۳۸۳ هر شب در ساعت ۲۰:۳۰ از شبکه ۲ سیمای جمهوری اسلامی ایران پخش می‌شود. بیست و سی توسط خبرگزاری صدا و سیمای جمهوری اسلامی ایران تحت نظارت معاونت سیاسی این سازمان تولید می‌شود.
کامران نجف‌زاده و شیرین ترکمندی از اولین مجریان این بخش خبری در سال‌های آغازین فعالیت این بخش بودند. از اواخر دهه هشتاد بود که این بخش خبری با اجراهای جعفر یازرلو و زهرا رکوعی روی آنتن می‌رفت. هم‌اکنون اجرای این بخش خبری بر عهده سید علیرضا موسوی، شعله رزمجو و لطیفه گودرزی است.
بخش‌های هفتگی «تریبون آزاد» با اجرای سید محمدرضا حسینی‌بای، «از گیرنده تا فرستنده» با اجرای میترا لبافی، «تازه‌های IT» (وبگردی ۲۰:۳۰) با اجرای افروز اسلامی و مرتضی اذانی و «حاشیه‌های پزشکی» و «سرزده» با اجرای یوسف سلامی از بخش‌های هفتگی پرمخاطب سالیان فعالیت این بخش خبری بودند. «صرفا جهت اطلاع» با سبک طنز سیاسی، پرطرفدارترین بخش هفتگی ۲۰:۳۰ بود که حدود ۵ سال از ۱۳۸۹ تا ۱۳۹۴ با اجراهای محمد دلاوری، کامران نجف‌زاده، ولی‌الله شجاعی، احمد صمدی، مجید موغاری و امیر شایانمهر، پنجشنبه‌ شب‌ها از اخبار ۲۰:۳۰ و بازپخش‌ آن از اخبار ۲۲ شبکه سه پخش می‌شد.
این بخش خبری به ساخت مستندهای کوتاه سیاسی برای بخش امنیتی حاکمیت و پخش اعتراف‌های اجباری زندانی‌های سیاسی شهرت دارد. برخی از مجریان آن نیز به همکاری با نهادهای امنیتی برای بازجویی و ضبط «اعتراف اجباری» متهم هستند. از این رو برخی اصطلاح «بازجو-خبرنگار» را برای آن‌ها به کار می‌برند.
بیست و سی را می‌توان تنها بخش خبری در صدا و سیما دانست که به موضع‌گیری در قبال مسائل سیاسی از جمله مسائل حزبی و جناحی می‌پردازد سانسور در این شبکه همیشه وجود داشته و بر عکس بازگو کردن خبر های کشوری و جهانی نیز از جمله ضعف های این شبکه است و همانند دیگر بخش‌های خبری در راستای سیاست‌های حکومت جمهوری اسلامی که توسط سید علی خامنه‌ای تبیین و سیاست‌گذاری می‌شود، خبرسازی می‌کند؛ ولی به علت برخی موضع‌گیری‌ها، مورد نقدهای گروه‌ها و چهره‌های سیاسی غیر اصول‌گرا واقع شده‌است به طوری که در جریان راهپیمایی روز قدس ۱۳۸۸، طرفداران میرحسین موسوی علیه این برنامه شعار دادند.

## انتقادات
انتقادات مخالفان دولت محمود احمدی‌نژاد از این بخش خبری در جریان دهمین دوره انتخابات ریاست جمهوری ایران در ۱۳۸۸ و  حوادث پس از آن به اوج خود رسید. انتشار خبری دربارهٔ اعتراض مراجع تقلید قم به استفاده از تصاویر دیدارشان با میر حسین موسوی در فیلم انتخاباتی او در اخبار بیست و سی با تکذیب دفاتر این مراجع مواجه شد، دفاتر این مراجع ادعای اعتراض به فیلم موسوی را شدیداً تکذیب کرده و موسوی اردبیلی خواستار پخش تکذیبیهٔ خود در صدا و سیما شد. دفتر صافی گلپایگانی نیز با صدور اطلاعیه‌ای اقدام خبرگزاری دولت و بخش خبری ۲۰:۳۰ را دروغ پردازی و جعل اخبار مرجعیت شیعه عنوان کرد و ضمن «ابراز تاسف عمیق» از این گونه اقدامات «ضداخلاقی» در رسانه‌های تأثیرگذار کشور آن را باعث «ایجاد فضای بی‌اعتمادی و سوء ظن» در میان مردم دانست و اعلام داشت: «اقدامات معدود جاهلانی که برای رسیدن به مقاصد سیاسی خود حتی از خبرسازی و دروغ پردازی پیرامون مرجعیت ابایی ندارند موجب ایجاد التهاب در جامعه‌است.» دفتر جوادی آملی نیز با صدور اطلاعیه‌ای اخبار مطرح شده مبنی بر اعتراض این مرجع تقلید نسبت به پخش مستند انتخاباتی میرحسن موسوی را تکذیب کرد و در این اطلاعیه عنوان داشت: «آنچه اخیراً درخصوص واکنش این دفتر نسبت به فیلم پخش شده در خبرگزاری‌ها آمده صحیح نیست و این دفتر مراکز مزبور و همگان را دعوت می‌نماید، نسبت به مواضع ایشان به سایت رسمی دفتر وی مراجعه کنند.» همچنین جمعی از طلاب و روحانیون حوزه علمیه قم نیز طی نامه‌ای خطاب به عزت‌الله ضرغامی نسبت به عملکرد سازمان صدا و سیما اعتراض کردند.
در حوادث پس از دهمین انتخابات ریاست جمهوری ایران نیز برخی گزارش‌های پخش‌شده از این بخش خبری به ویژه گزارش‌های تهیه شده دربارهٔ ترانه موسوی و سعیده پورآقایی با ایرادات و شبهاتی از سوی برخی روزنامه‌ها و وبگاه‌ها مواجه شد.
برخی سوگیری‌های غیرحرفه‌ای این بخش خبری در موضوعات اجتماعی انتقاد چهره‌های سیاسی اصول‌گرا را نیز به دنبال داشته‌است. از جمله این موارد باید به پخش گزارشی دربارهٔ اهدای خون نمایشی یکی از رؤسای سازمان انتقال خون ایران از این بخش خبری و برجسته کردن آن اشاره کرد. علی اکبر جوانفکر مشاور مطبوعاتی محمود احمدی‌نژاد برخورد این بخش خبری را «بچه‌گانه» دانست و در تقاضایی رسمی از عزت‌الله ضرغامی رئیس وقت سازمان صدا و سیمای جمهوری اسلامی ایران خواستار توقف این رویه شد. رئیس سازمان انتقال خون ایران نیز اقدام خبرنگار این گزارش را غیراخلاقی و شیطنت‌آمیز توصیف نمود.
در روز ۱۲ مهر ۱۴۰۱ همزمان با خیزش سراسری مردم ایران، بخش خبری ۲۰:۳۰ با پخش زن برهنه و شطرنجی نکردن آن با انتقادات سنگین مواجه شد.

## بخش‌های اخبار ۲۰:۳۰
بدون تعارف (از سال ۱۳۹۶)
مدت: ۱۰ دقیقه
مجری: علی رضوانی
موضوع: گفتگو با برخی افراد تأثیرگذار در جامعه در جمعه‌ها
پیگیری بیست و سی (از سال ۱۳۹۵)
مدت: ۵ دقیقه
خبرنگار: یوسف سلامی
موضوع: پیگیری برخی مشکلات جامعه
هشتگ ها و روایت ها (از سال ۱۳۹۸ با نام داغ های مجازی)
موضوع: اشاره به هشتگ‌ها و شایعات در فضای مجازی
مجری: آمنه‌سادات ذبیح‌پور
کلاکت بیست و سی (از سال ۱۳۹۷)
موضوع: مسائل روز سینما، تئاتر و هنر ایران
مجری: زهرا چخماقی